# Пшеницын, Николай Константинович
Николай Константинович Пшени́цын (1891—1961) — советский учёный, специалист в области химии платиновых металлов.

## Биография
Родился 13 июля 1891 года в Нарве, Эстляндская губерния, Российская империя (ныне Эстония). В 1915 году окончил Петроградский университет. В 1918 году строился одновременно в Институт по изучению платины и других благородных металлов и Петроградский университет. В 1920—1921 годах также работал в Петроградском технологическом университете, а с 1935 года — в ИОХАН имени Н. С. Курнакова. В 1935—1936 годах совмещал работу в МИЦМиЗ. С 1936 года по 1940 год был профессором МАИ имени С. Орджоникидзе. Доктор химических наук, профессор, член-корреспондент АН СССР.
Умер 15 января 1961 года. Похоронен в Москве.

## Научная деятельность
Основное направление научной деятельности ученого — химия комплексных соединений, разработка методов анализа благородных металлов и контроль их производства. Николай Константинович занимался изучением комплексных аммиачных и аминовых хлорплатинитов серебра, цинка, а также изучением сульфатов иридия и гидролизом платиновых металлов и их соединений. Автор метода получения иридия в промышленности и методов анализа платиносодержащих шламов и полупродуктов аффинажа благородных металлов.

## Награды и премии
- Сталинская премия второй степени (1946) — за разработку и внедрение в производство технологии получения металлов платиновой группы из сульфитных медно-никелевых руд
- орден Трудового Красного Знамени (1951)
- орден «Знак Почёта» (13.11.1944)
- медаль «За доблестный труд в Великой Отечественной войне 1941-1945 гг.» (1946)
- медаль «В память 800-летия Москвы» (1948)